# Raveling

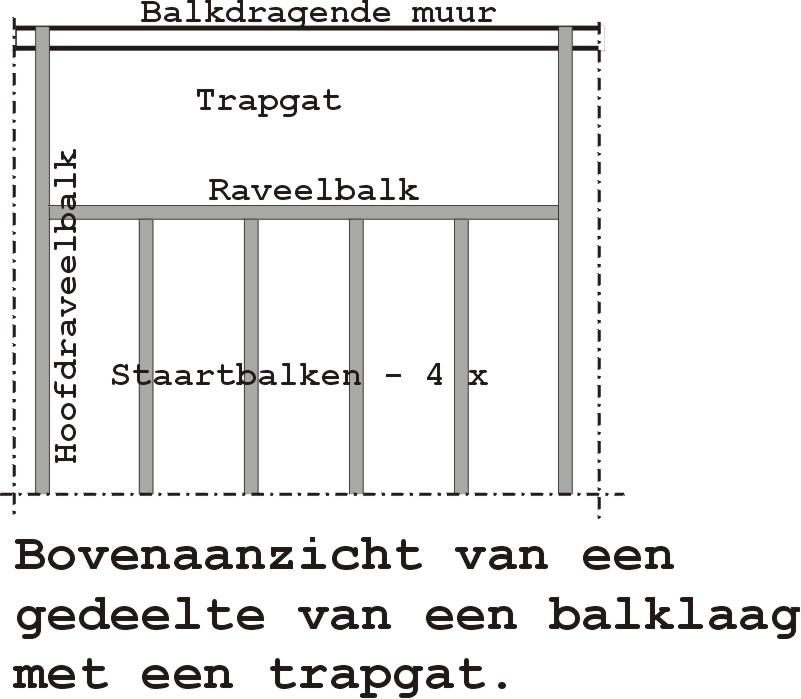
Raveling bij trapgat

Een raveling of raveel is een samenstel van balken dat ten doel heeft de balken die niet door muren kunnen worden gedragen, bijvoorbeeld bij schoorstenen en of trapgaten, toch voldoende oplegging te geven.
Een raveelbalk is de dwarsbalk waarop de staartbalken bevestigd zijn. Deze is vaak zwaarder dan de overige balken van de balklaag omdat de draagkracht van meerdere balken erop overgebracht wordt.